# Bad Ems
Bad Ems (do 1913 Ems) – powiatowe miasto uzdrowiskowe w Niemczech, w kraju związkowym Nadrenia-Palatynat, siedziba powiatu Rhein-Lahn oraz gminy związkowej Bad Ems-Nassau. Do 31 grudnia 2018 siedziba gminy związkowej Bad Ems. Leży ok. 10 km na wschód od Koblencji i ok. 100 km na północny zachód od Frankfurtu nad Menem. W mieście znajduje się siedziba Krajowego Urzędu Statystycznego Nadrenii-Palatynatu (Statistisches Landesamt Rheinland-Pfalz).

## Gospodarka
W mieście rozwinął się przemysł włókienniczy oraz spożywczy.

## Geografia
Miasto leży nad rzeką Lahn, naturalną granicą pomiędzy pasmami górskimi Westerwald i Taunus należącymi do Reńskich Gór Łupkowych. Miasto i gmina związkowa leżą na terenie Parku Natury Nassau.

### Klimat
Suma rocznych opadów wynosi 798 mm (dla porównania w 63% stacji pomiarowych w Niemczech odnotowuje się mniejsze opady).
Najbardziej suchym miesiącem jest luty, a najwięcej opadów przypada na czerwiec.

## Historia
W czasach Imperium rzymskiego na terenie dzisiejszego Bad Ems wybudowano warowny obóz jako część umocnień granicznych (tzw. Limes Górnogermańsko-Retycki). Z warowni niewiele zostało, jednak ślady obecności Rzymian można znaleźć w okolicznych lasach. Pierwsze udokumentowane wzmianki o wsi Ems pochodzą z 880, a nadanie praw miejskich miało miejsce w 1324, wtedy to w Bad Ems zaczęły powstawać uzdrowiska. W XVII i XVIII wieku Bad Ems było jednym z najbardziej znanych kurortów w Niemczech. Miasto było u szczytu w XIX wieku, kiedy do gości miejscowości należeli cesarz Wilhelm I, car Mikołaj I, car Aleksander II, Richard Wagner, Fiodor Dostojewski czy Wasilij Wierieszczagin.
W 1870 z miasta Wilhelm I wysłał do Bismarcka depeszę, znaną później jako depesza emska. Zmieniona przez Bismarcka treść, opublikowana w prasie, przyczyniła się do wybuchu wojny francusko-pruskiej, w wyniku której powstało Cesarstwo Niemieckie.
W 1876 car Aleksander II w Domu „Cztery Wieże” (niem. Haus „Vier Türme”) wydał ukaz emski, zabraniający używania języka ukraińskiego.

## Polonika
W Bad Ems w 1832 zmarła Stefania Radziwiłłówna, dziedziczka ogromnego majątku Radziwiłłów tzw. „schedy wittgensteinowskiej”.

## Polityka
Gmina związkowa Bad Ems liczy 16 670 mieszkańców (2009) i składa się z miasta Bad Ems oraz z miejscowości na prawach gmin: Arzbach, Becheln, Dausenau, Fachbach, Frücht, Kemmenau, Miellen i Nievern.

Miasto jest siedzibą Krajowego Urzędu Statystycznego Nadrenii-Palatynatu (Statistisches Landesamt Rheinland-Pfalz), Sztabu Kryzysowego Okręgu Rhein-Lahn.

Bad Ems jest rodzinnym miastem posła Bundestagu Josefa Winklera (Związek 90/Zieloni).

### Rada miejska
Rada miejska w Bad Ems składa się z 24 radnych, wybranych w wyborach samorządowych 27 września 2009 oraz burmistrza – przewodniczącego rady. Wcześniejsze wybory z 7 czerwca 2009 zostały przez Komisję Wyborczą Landu Nadrenia-Palatynat uznane za nieważne z powodu możliwego fałszerstwa przy głosowaniu korespondencyjnym.
Podział mandatów w radzie miejskiej:
|      | SPD | CDU | FDP | Zieloni | FWG | Razem      |
| 2009 | 8   | 7   | 1   | 2       | 6   | 24 mandaty |
| 2004 | 6   | 12  | 1   | 2       | 3   | 24 mandaty |

## Religia
- Rzymsko-Katolicka Parafia pw. św. Marcina (St. Martin)
- Parafia Ewangelicka
- Cerkiew św. Aleksandry, Rosyjski Kościół Prawosławny

## Transport

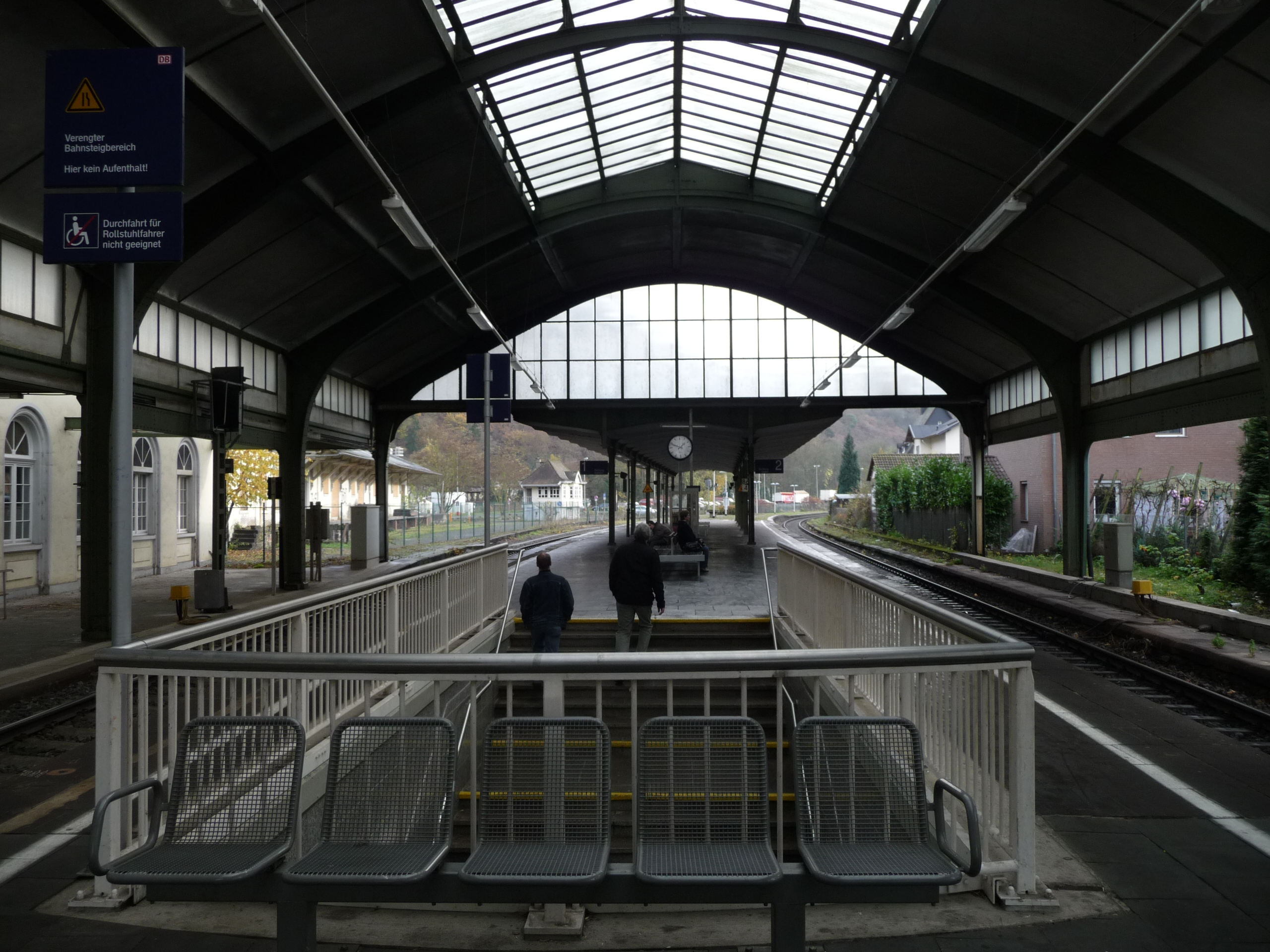
Główna stacja w Bad Ems

### Transport drogowy
Przechodząca przez miasto droga B260, zwana szlakiem zdrojowym (niem. Bäderstraße), biegnie wzdłuż rzeki Lahn od ujścia do Renu w Lahnstein, aż do Nassau i dalej do Wiesbaden. Od listopada 2006 tunel Malbergtunnel o długości 1,6 km przejął ruch na odcinku Fachbach/Bad Ems odciążając centrum miasta. Do Bad Ems dojechać można również autostradą A3 (zjazd Montabaur) lub A61 (zjazd Koblenz/Waldesch).

### Transport kolejowy
Bad Ems leży na szlaku kolejowym 625 (Koblencja – Wetzlar) (tzw. Lahntalbahn). Pasażerów obsługują stacje Bad Ems z najmniejszą halą peronową w Niemczech oraz Bad Ems West. Miasto posiada połączenia regionalne w kierunku Koblencji czy Limburga nad Lahn, skąd można się przesiąść w pociągi dalekobieżne.
Na terenie uzdrowiska funkcjonuje kolej linowo-torowa Kurwaldbahn. Drugą, podobną, ale nieczynną linią jest Malbergbahn.

### Transport wodny
Miasto leży między 123. (kemping Bad Ems) a 127. km (śluza) rzeki Lahn. Posiada wiele miejsc do przycumowania, dźwig, stacje benzynową, marinę.

## Turystyka
Miasto położone nad rzeką Lahn z dużym założeniem parkowym wzdłuż wschodniego brzegu z promenadą. Posiada klasyczny hotel w starym stylu – Grand Hotel i piękny dom zdrojowy z najstarszym kasynem gry w Niemczech. Wiele starych budynków starannie odnowionych. Atrakcją turystyczną jest przejazd kolejką linowo-kołową (Kurwaldbahn) na wzgórze Bismarcka. Dużą atrakcją są termy (Emser Therme).
Przez położenie nad rzeką Lahn umożliwia uprawianie sportów wodnych (kajaki, kanu, łodzie motorowe). Wzdłuż rzeki biegnie trasa rowerowa (Lahn-Radweg) o całkowitej długości 245 km, która w kierunku Koblencji kończy się wraz z ujściem Lahn do Renu.

## Współpraca
Miejscowości partnerskie:
- Blankenfelde-Mahlow, Brandenburgia
- Cosne-Cours-sur-Loire, Francja
- Droitwich Spa, Wielka Brytania
- Lubin, Polska

## Galeria

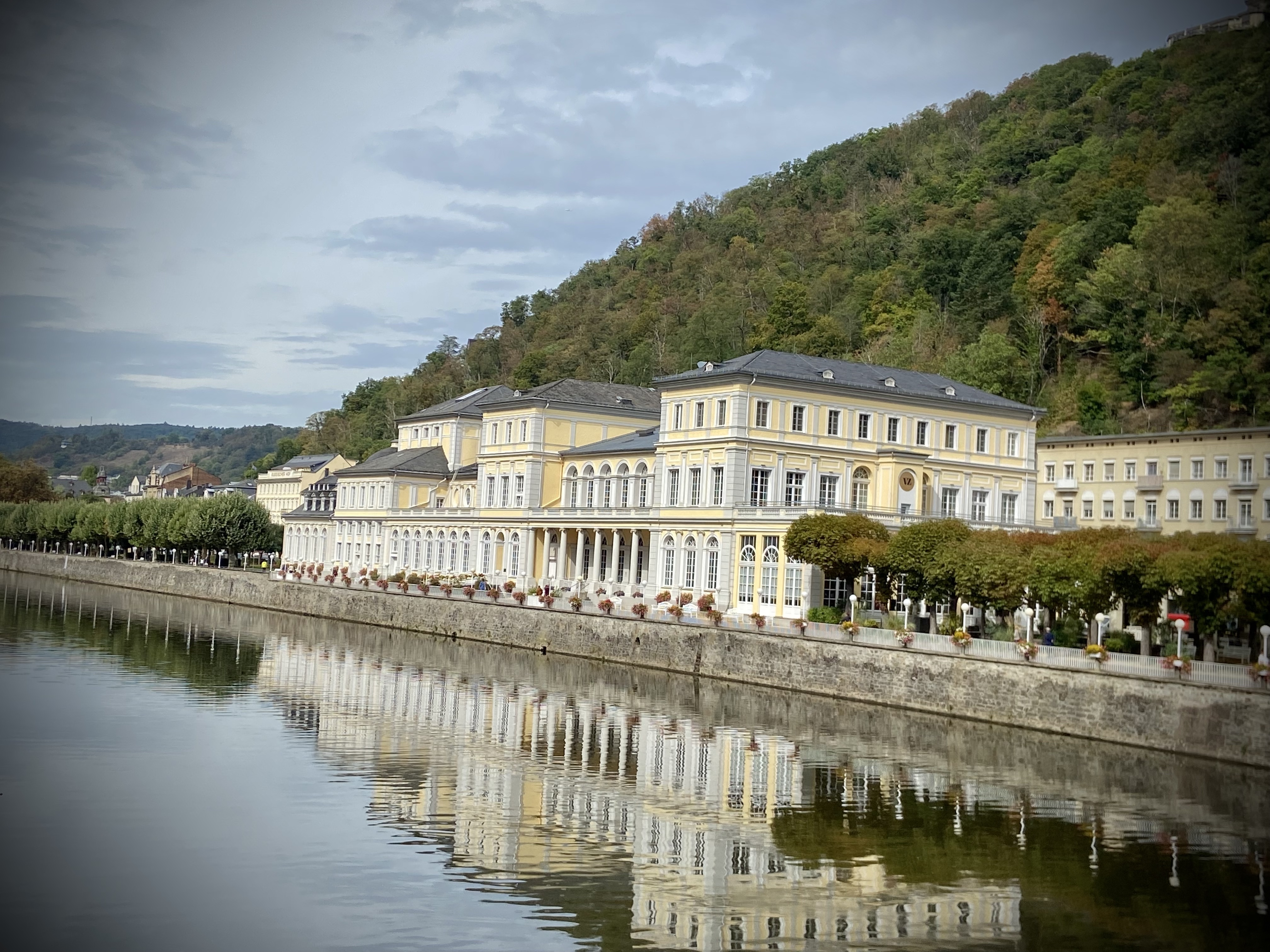
Bad Ems – dom zdrojowy od strony południowo-zachodniej
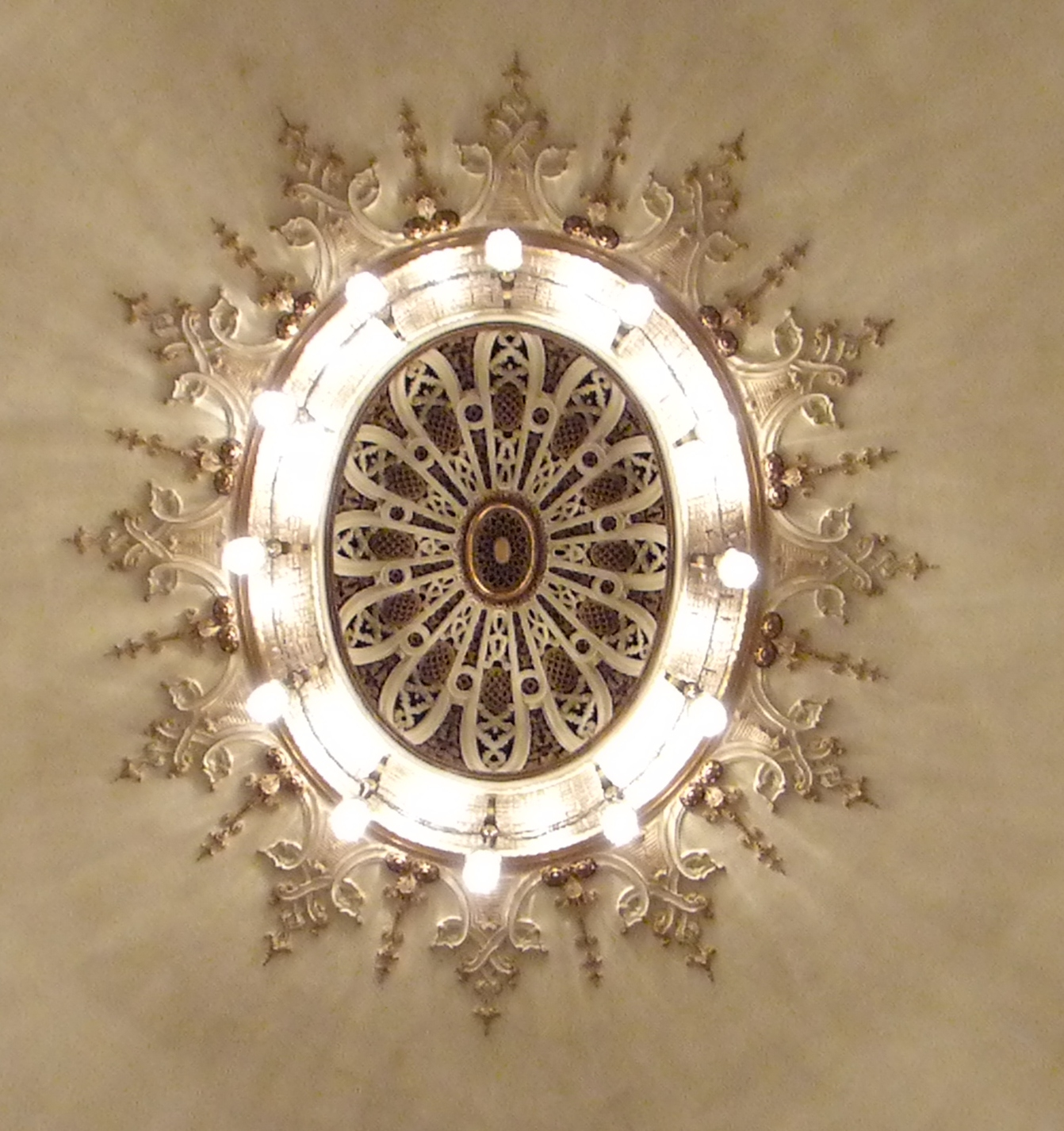
Bad Ems – oświetlenie sufitowe sali w domu zdrojowym
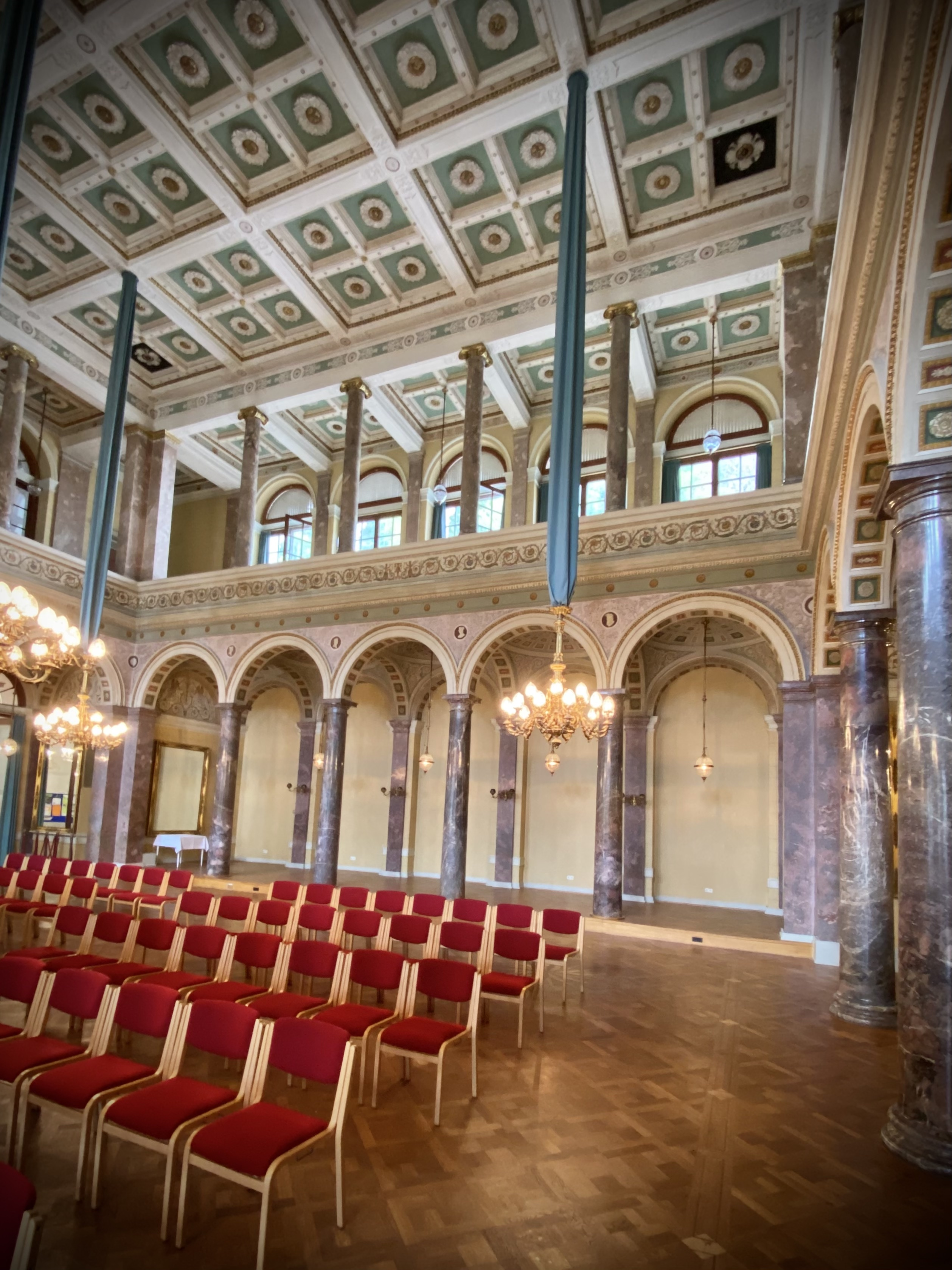
Bad Ems – dom zdrojowy – sala marmurowa
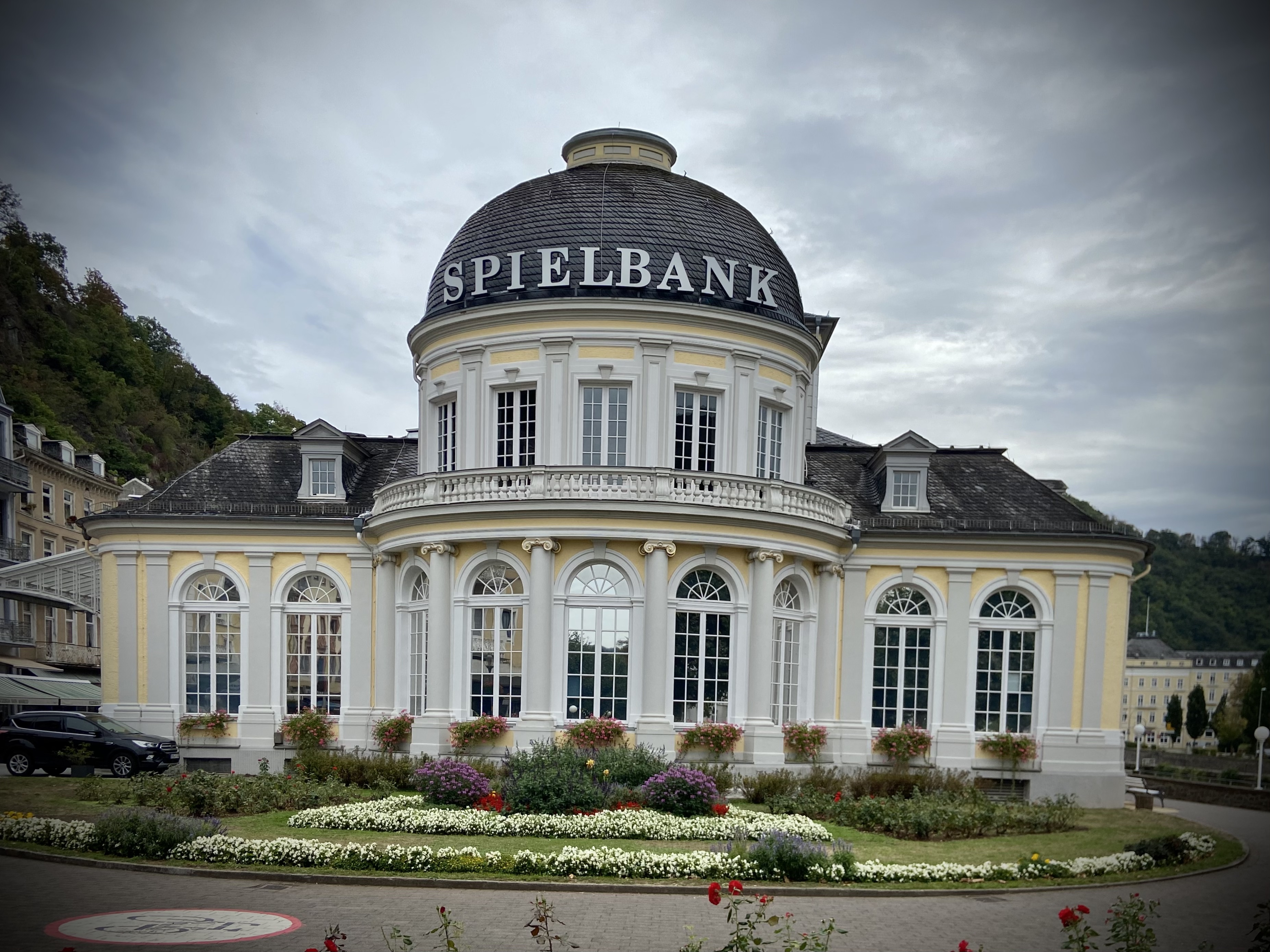
Bad Ems – widok na kasyno od strony północnej
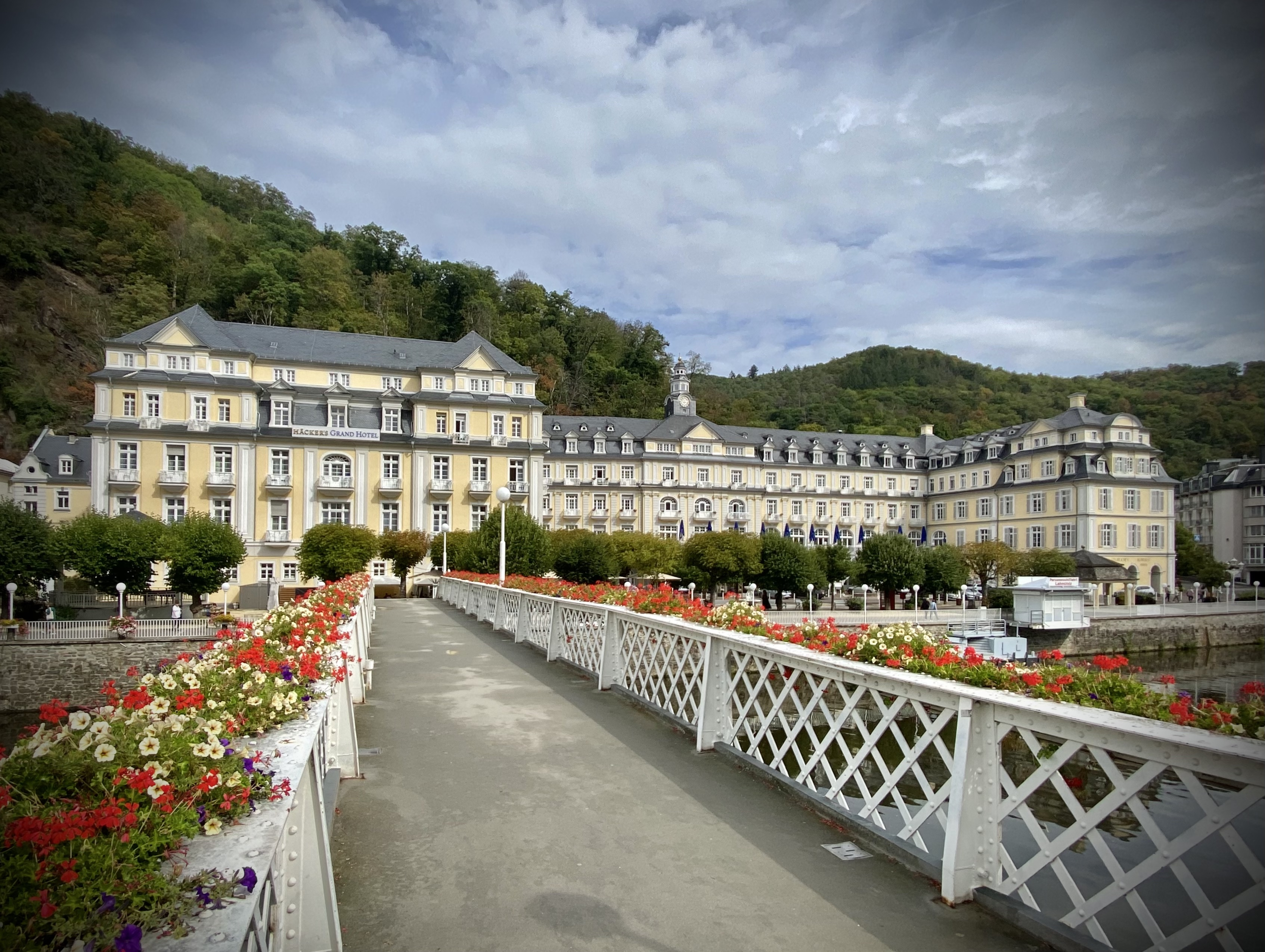
Bad Ems – Grand Hotel
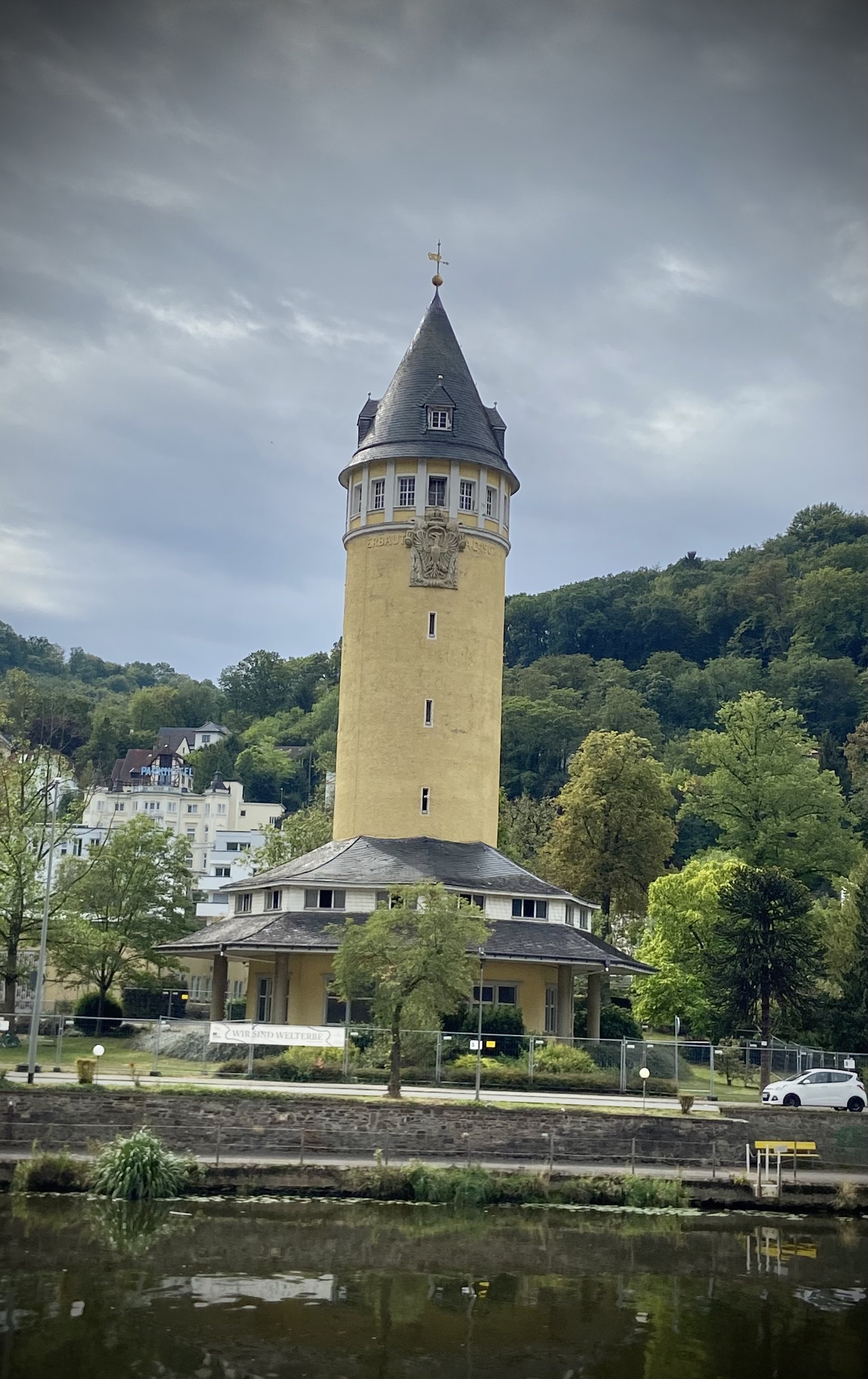
Bad Ems – wieża ciśnień (1907)
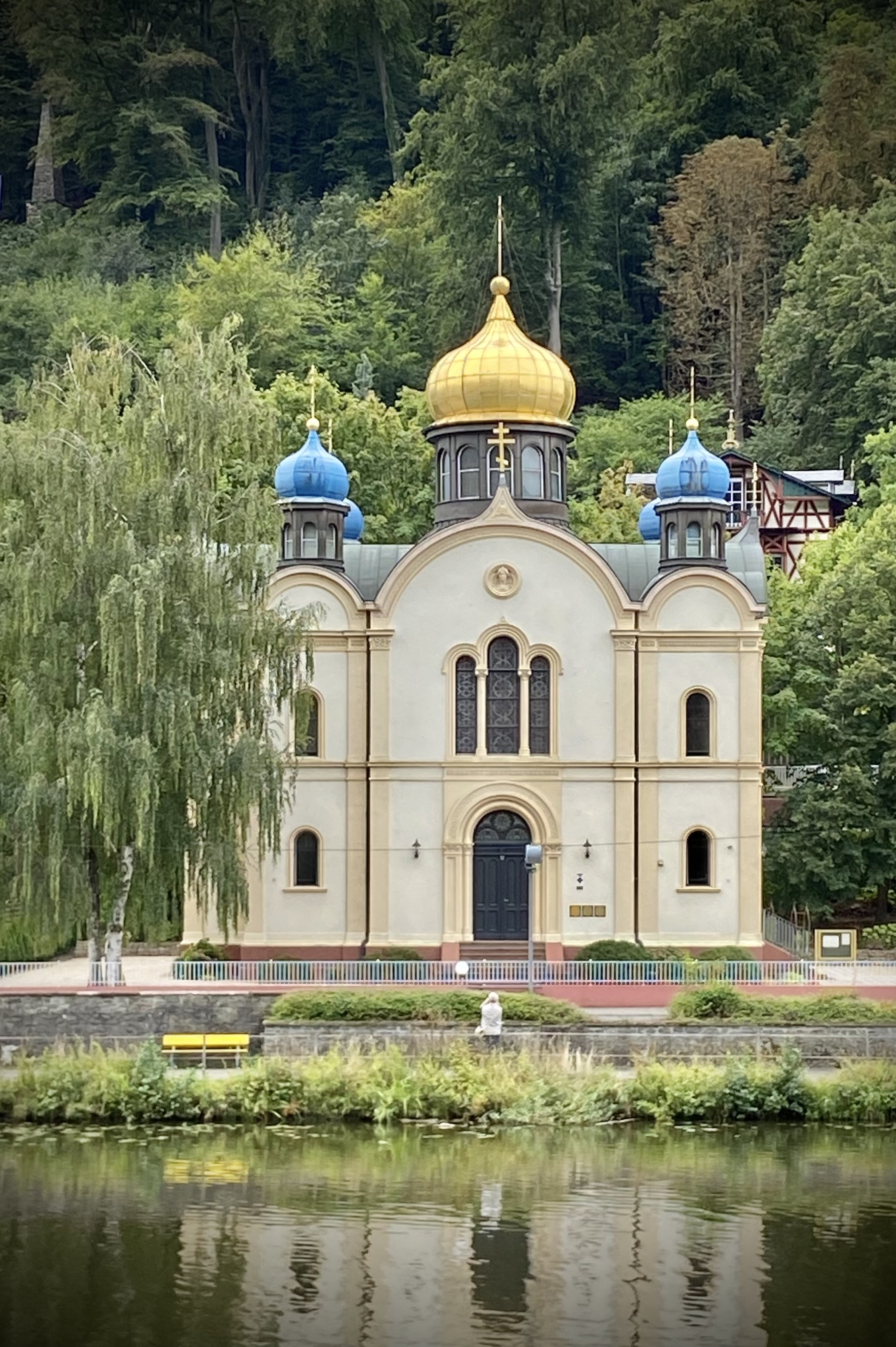
Bad Ems – cerkiew ortodoksyjna (1876)
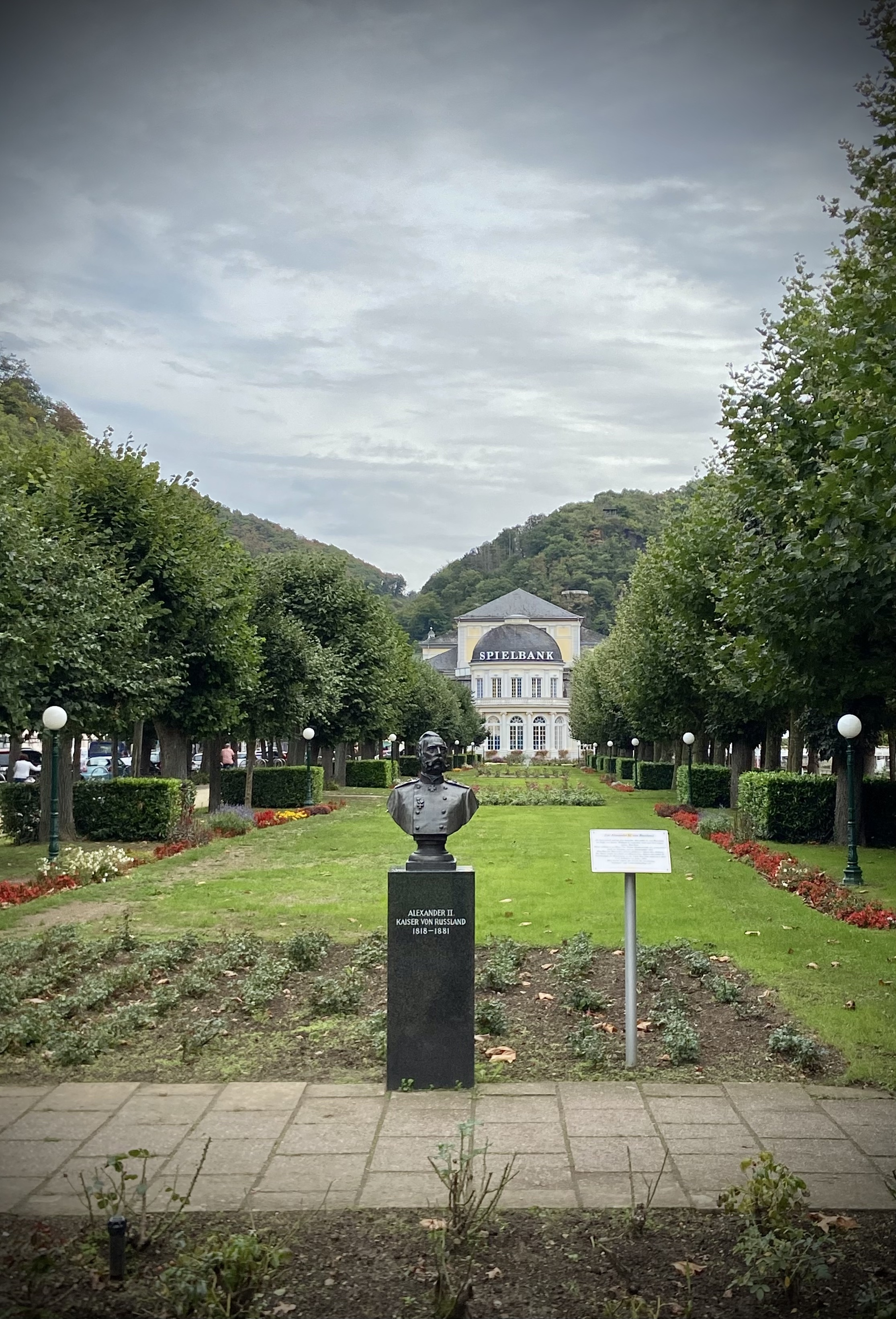
Bad Ems – promenada z popiersiem cara Aleksandra II
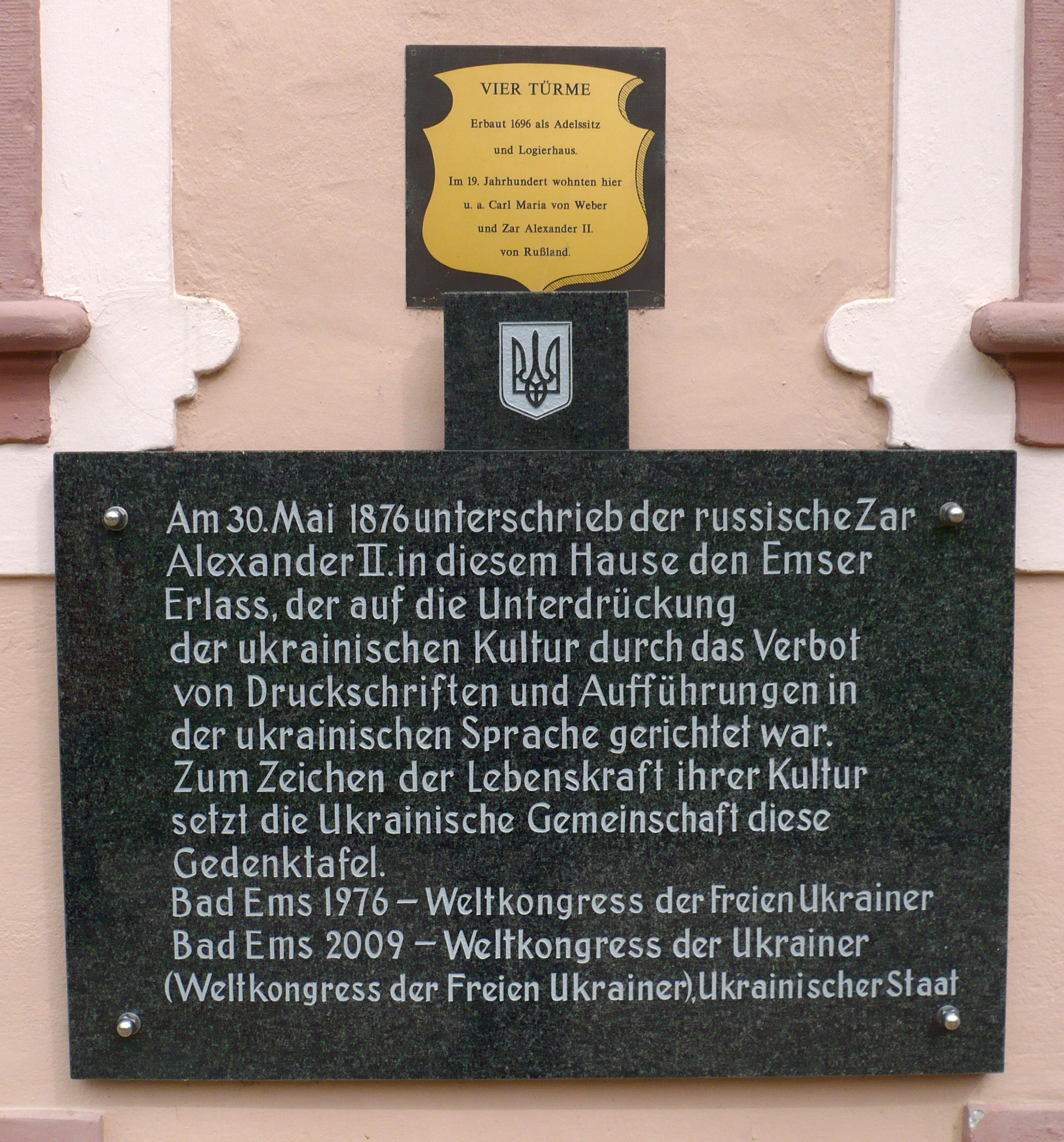
Tablica pamiątkowa na budynku „Vier Türme” w Bad Ems, w którym Aleksander II Romanow podpisał ukaz emski
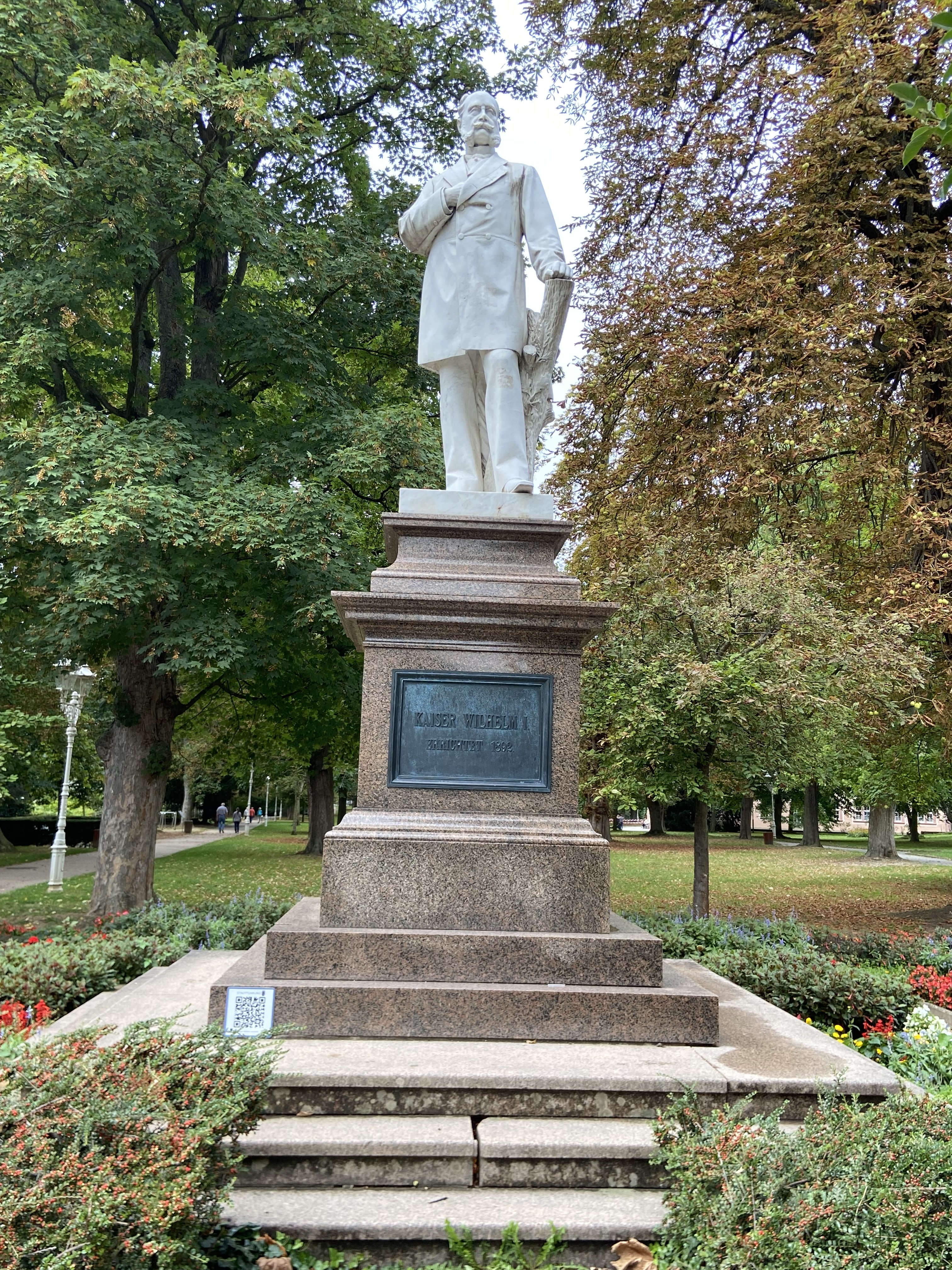
Bad Ems – promenada z pomnikiem Wilhelma I
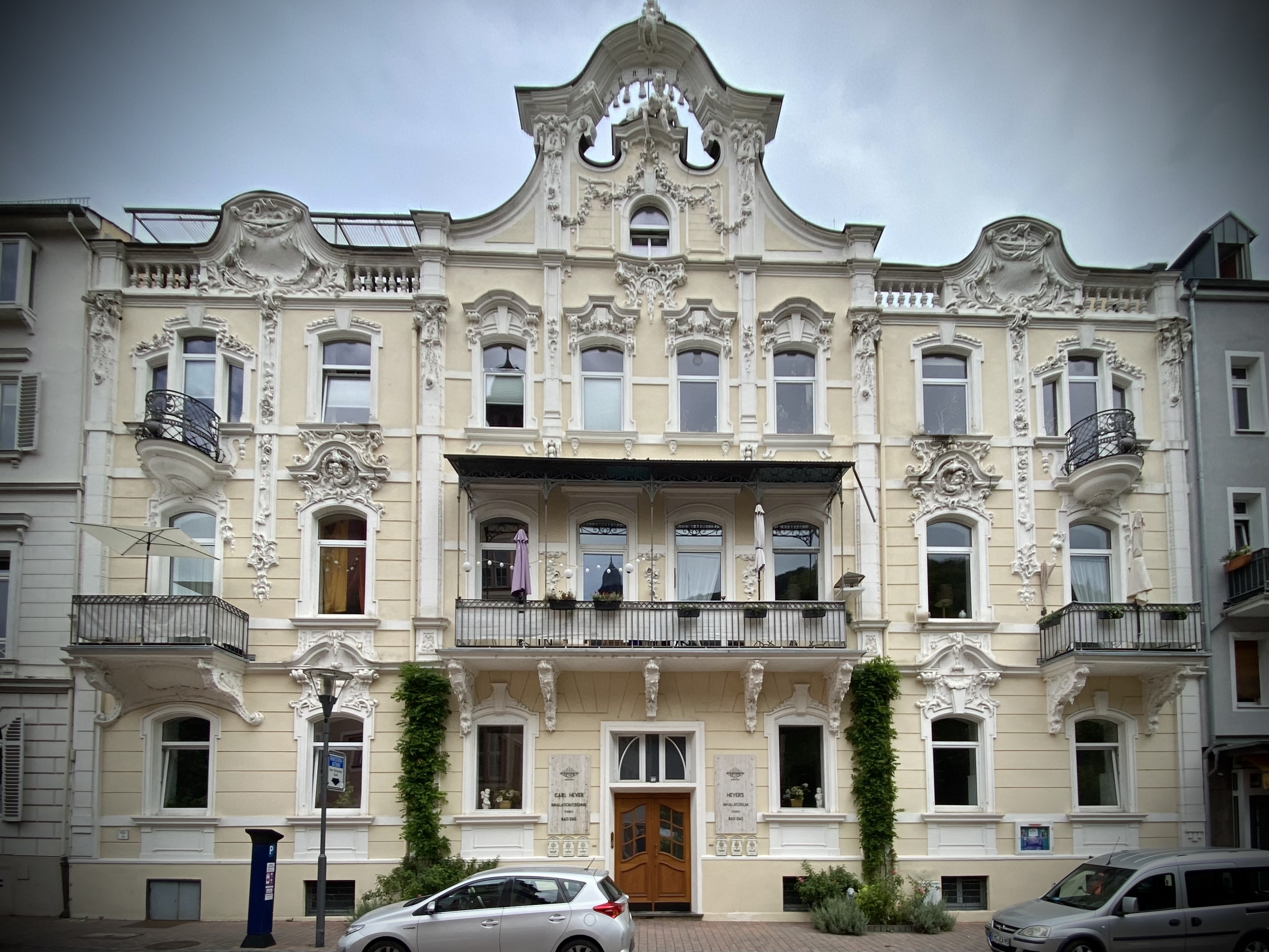
Bad Ems – Inhalatorium Heyersa
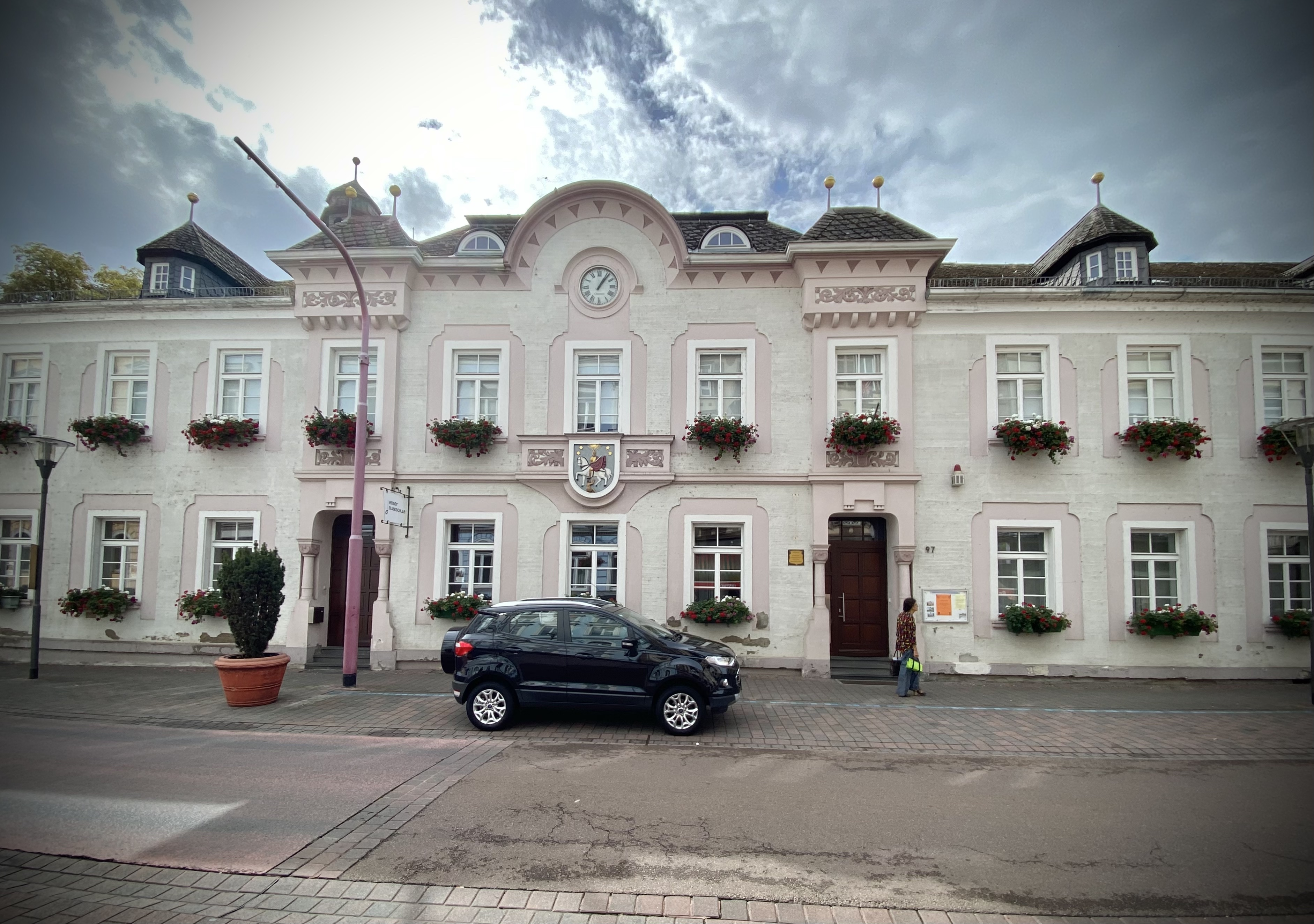
Bad Ems – stary ratusz (1823) – od strony wschodniej
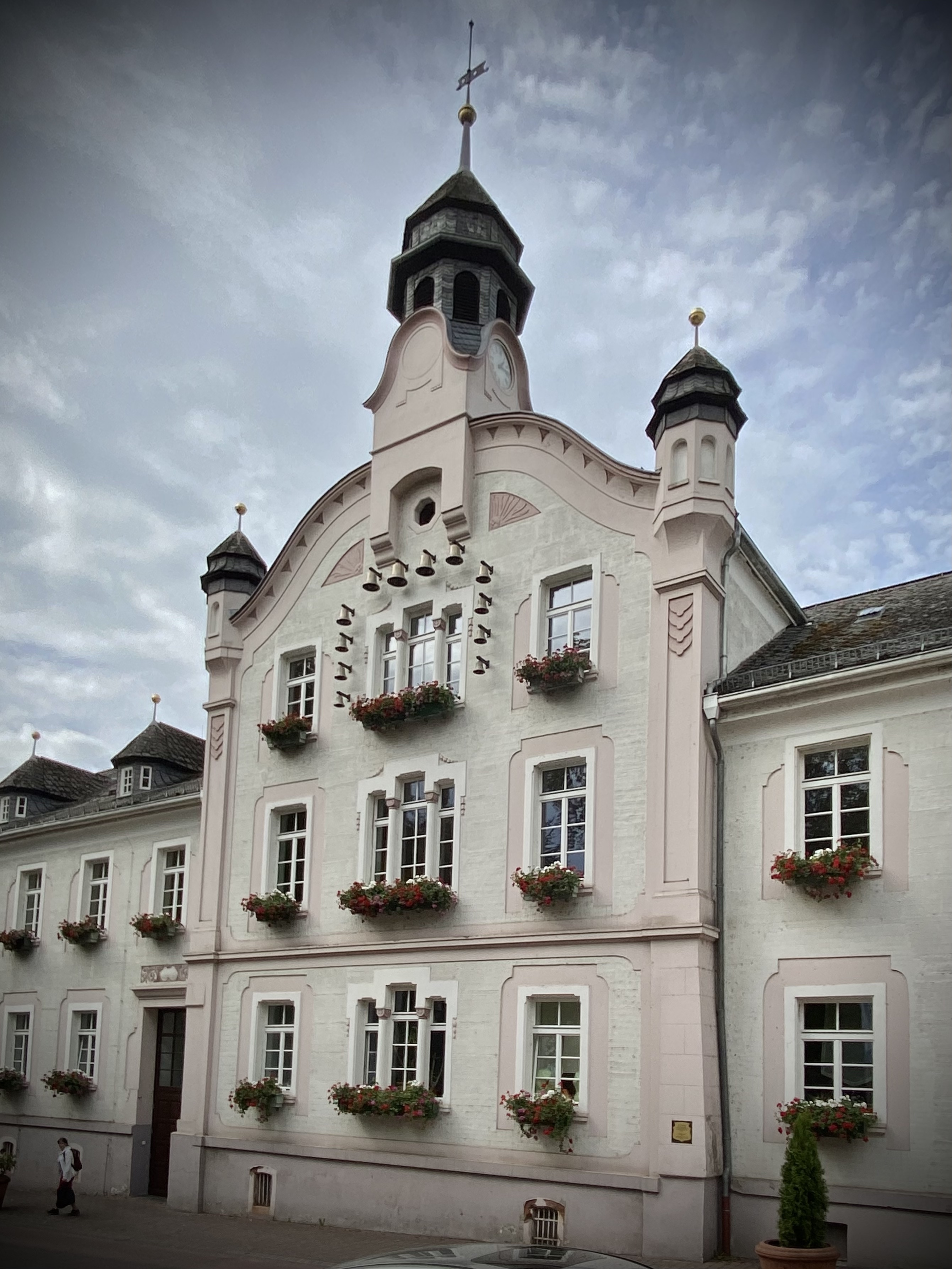
Bad Ems – stary ratusz (1823) – od strony południowej z kurantami
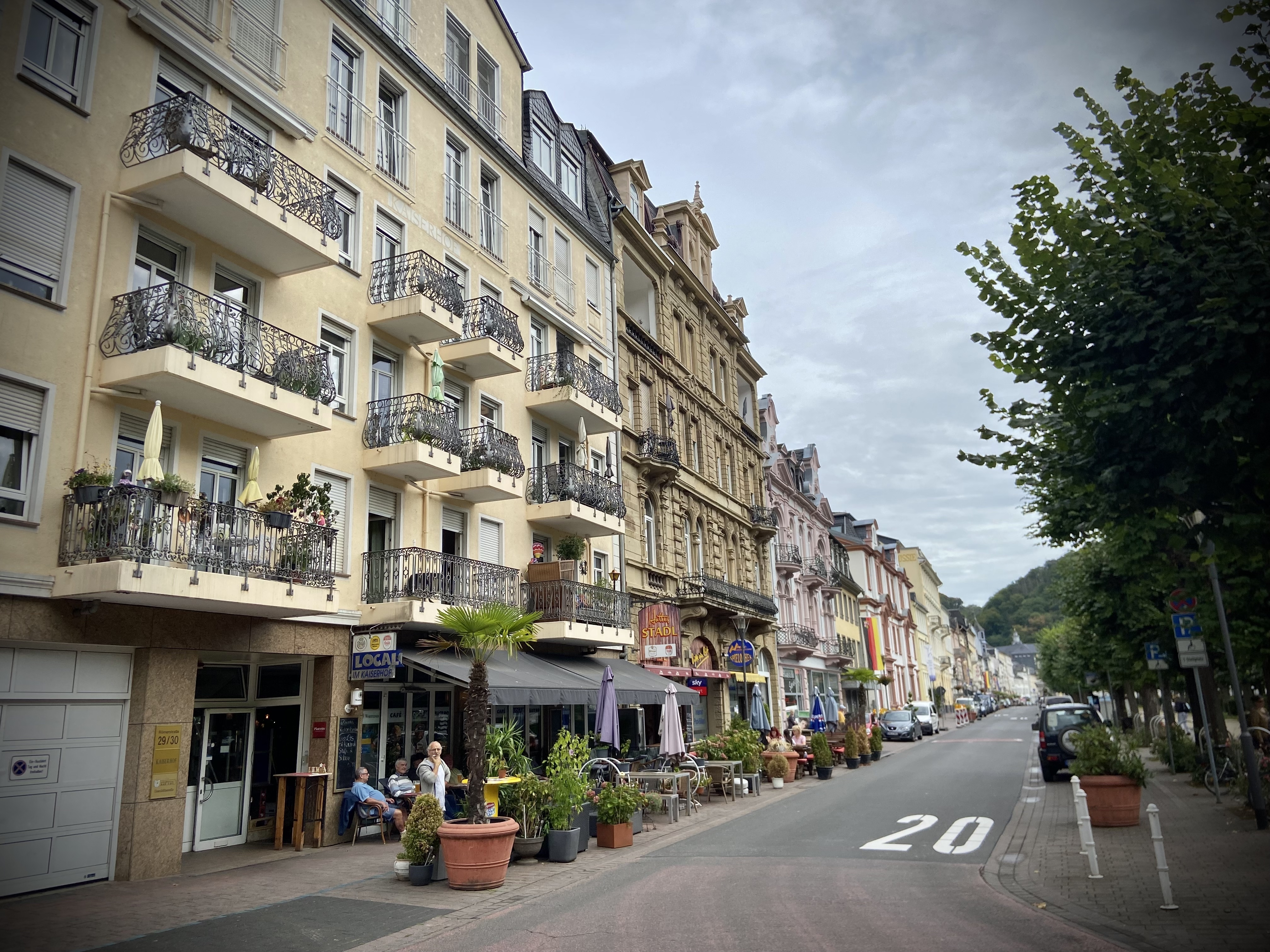
Bad Ems – Ulica Römer-Str.
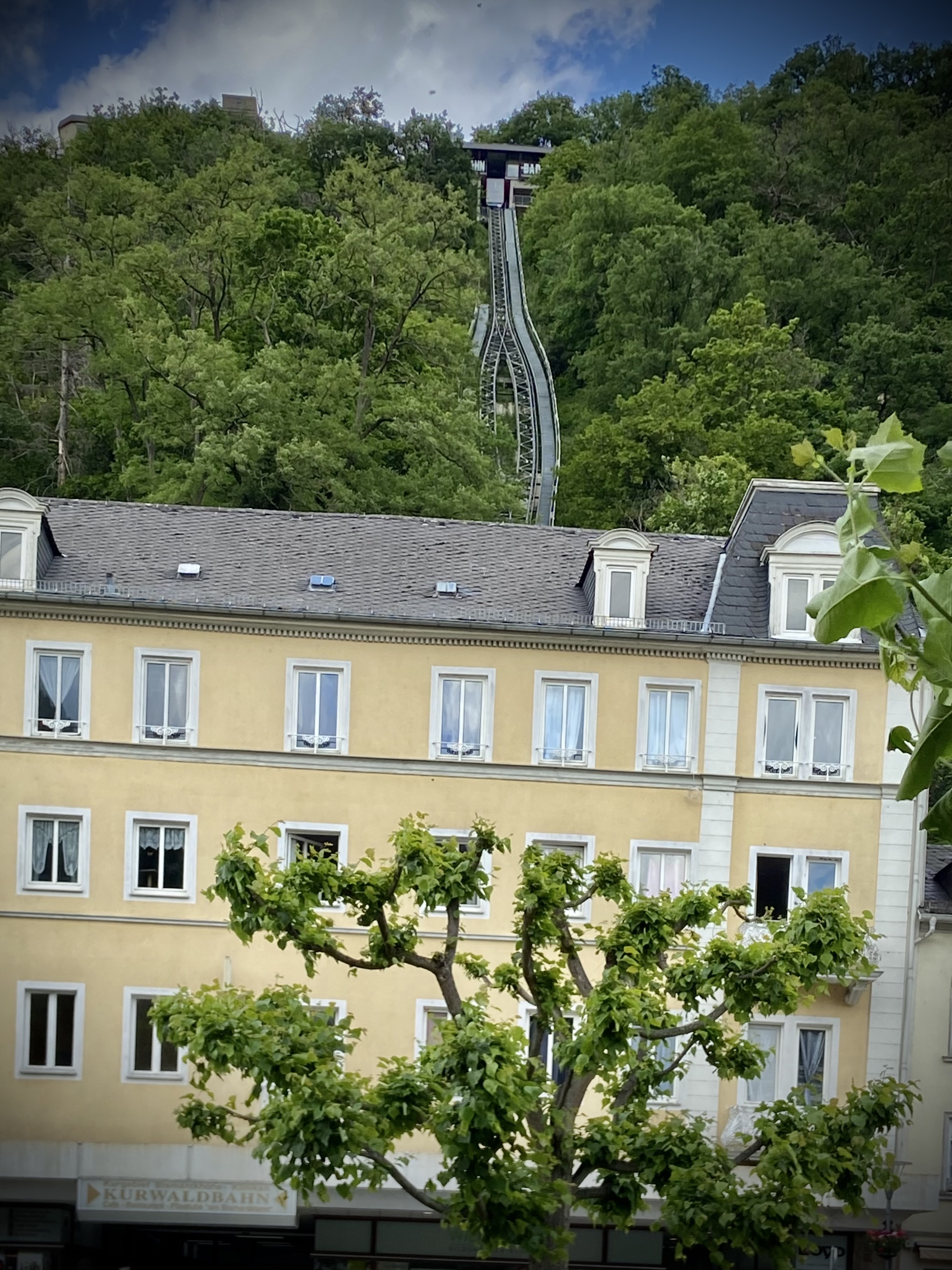
Bad Ems – Kurwaldbahn – kolejka linowo-kołowa na wzgórze Bismarcka (Bismarckhöhe)
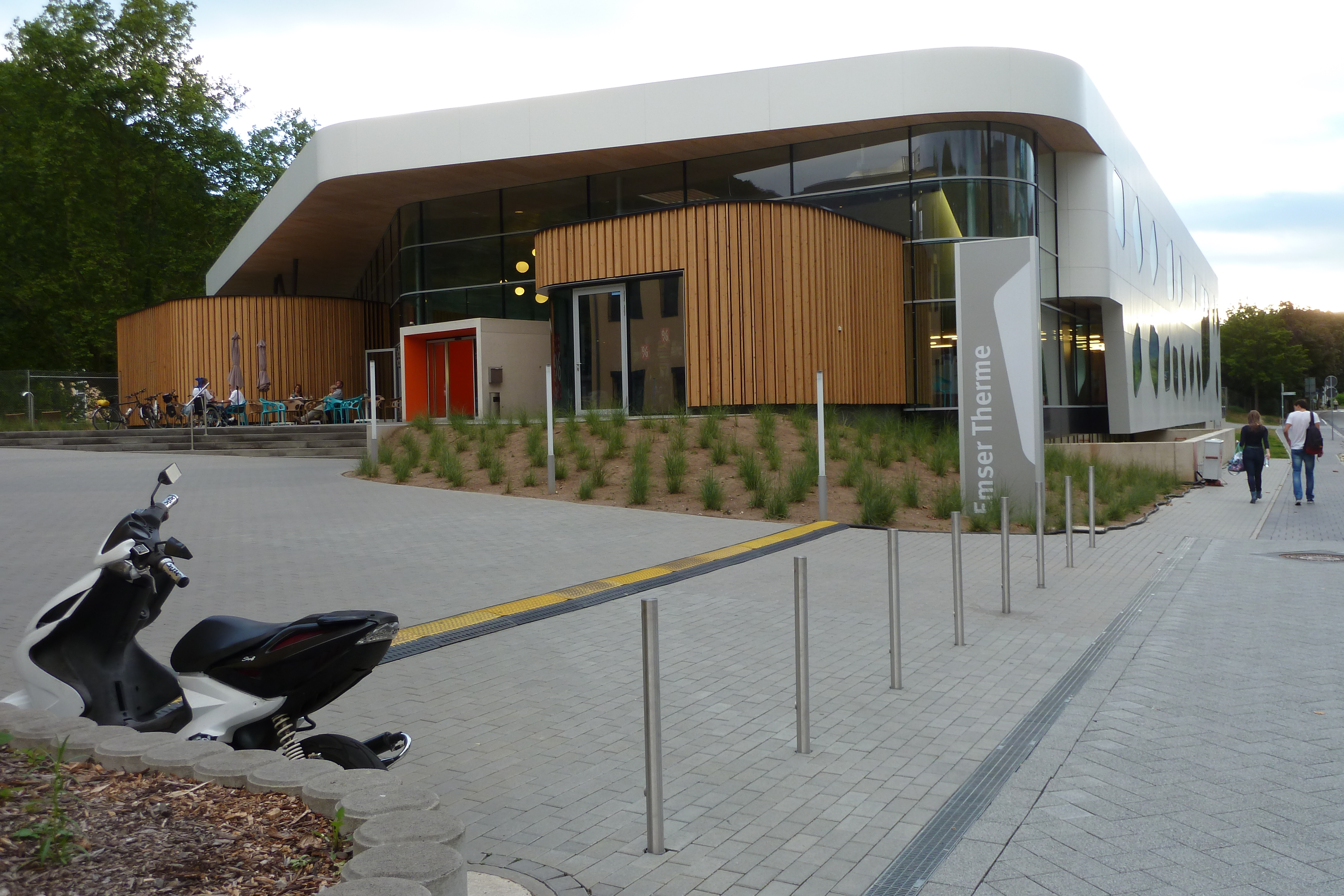
Bad Ems – budynek kąpieliska termalnego
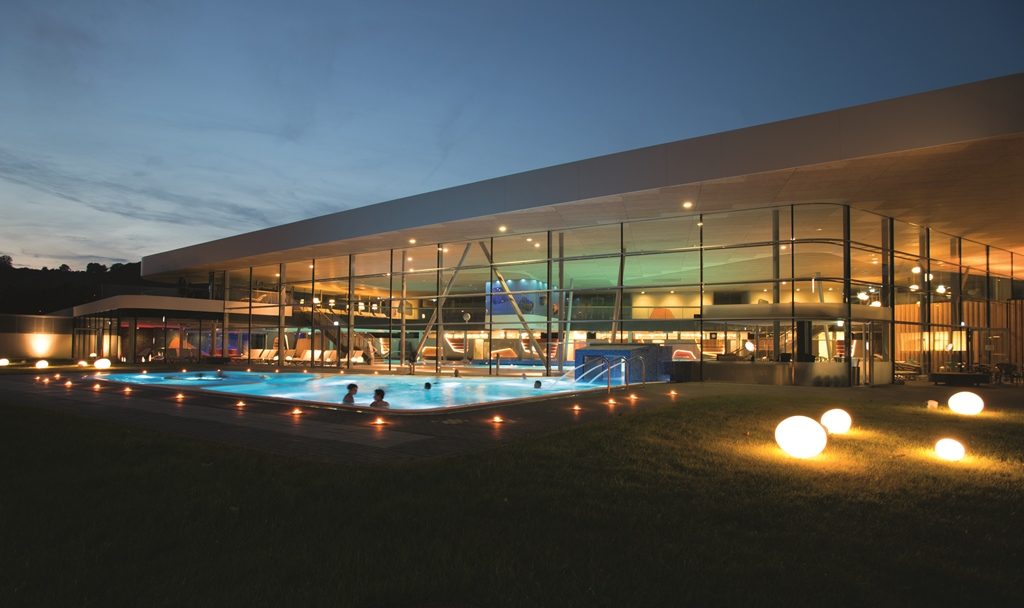
Bad Ems – kąpielisko termalne
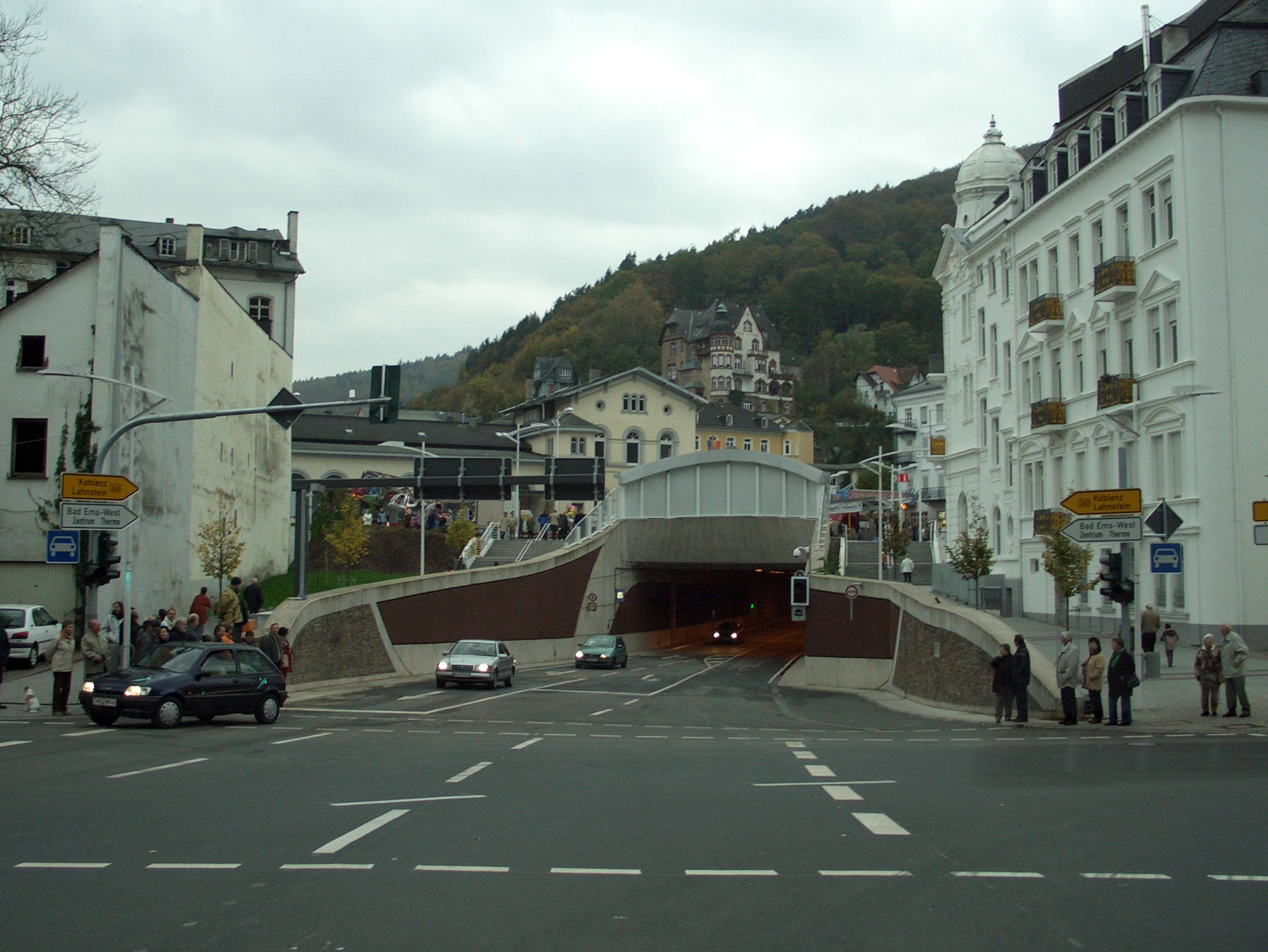
Bad Ems – Malbergtunnel